# Float (2023)
Float is een Canadese dramafilm uit 2023, geregisseerd door Sherren Lee, in haar regiedebuut. Het scenario werd geschreven door Lee samen met Jesse LaVercombe, gebaseerd op een Wattpad-verhaal van schijfster Kate Marchant.

## Verhaal
Waverly (Andrea Bang) is een jonge vrouw met een gespannen relatie met haar ouders, die besluit de zomer door te brengen voordat ze gaat studeren bij haar tante in het kustplaatsje Tofino. Daar raakt ze verwikkeld in een romance met badmeester Blake (Robbie Amell) die haar zwemlessen geeft.

## Rolverdeling
| Acteur           | Personage                       |
| ---------------- | ------------------------------- |
| Andrea Bang      | Waverly Liu                     |
| Robbie Amell     | Blake Hamilton                  |
| Michelle Krusiec | Rachel, Waverly's tante         |
| Andrew Bachelor  | Jesse                           |
| Rukiya Bernard   | Lena                            |
| Ghazal Azarbad   | Van                             |
| Sarah Desjardins | Isabel Hamilton, Blake's zuster |
| Fiona Fu         | Mrs. Liu, Waverly's moeder      |
| Keong Sim        | Mr. Liu, Waverly's vader        |

## Productie
Float wordt geproduceerd door Jeff Chan, Robbie Amell, Chris Paré en Matthew Kariatsumari van Collective Pictures, Aron Levitz van Wattpad WEBTOON Studios en Aaron Au en Shawn Williamson van Brightlight Pictures. Lionsgate zal de wereldwijde distributie van de film verzorgen, waarbij Elevation Pictures de Canadese distributeur zal zijn. De filmopnames gingen begin oktober 2021 van start in Vancouver, Canada.

## Soundtrack
| Nr. | Titel                                            | Muziek                            | Uitvoerder   | Duur |
| --- | ------------------------------------------------ | --------------------------------- | ------------ | ---- |
| 1   | Don't Waste Your Time                            | Dawn Pemberton                    |              | 2:58 |
| 2   | Sidecar                                          | Robyn Dell'Unto, Adam King        |              | 3:24 |
| 3   | In Our Hearts, We Shine Together, All Good Vibes | Rafy Levy                         |              | 5:41 |
| 4   | Come Back To Me (Fan Lai Ruan Shen Bian)         | Hua Juang Shang, Wang Wu Xiong    | Jody Chiang  |      |
| 5   | Broke Boi Anthem                                 | Kahdijah Payne                    | DijahSB      | 3:54 |
| 6   | Pump Up the Jam                                  | Manuela Kamosi, Thomas De Quincey | Technotronic | 3:39 |
| 7   | Lay Low                                          | Dan Mangan, Ryan Guldmond         |              | 3:17 |
| 8   | Four Chords                                      | Dan Mangan, Andy Stochansky       |              |      |

## Release en ontvangst
Float ging op 30 september 2023 in première op het Internationaal filmfestival van Vancouver. De film kreeg middelmatige kritieken van de filmcritici, met een score van 50% op Rotten Tomatoes, gebaseerd op 12 beoordelingen.